# Eumalacostracis
Els eumalacostracis (Eumalacostraca) són una subclasse de crustacis, i representen gairebé tots els malacostracis actuals, aproximadament unes 43.000 espècies descrites.

## Etimologia
La paraula "eumalacostraca" prové del grec i significa "veritable closca tova" (eu –veritable–, malakos –tou–, i ostrakos –closca o petxina–).

## Característiques

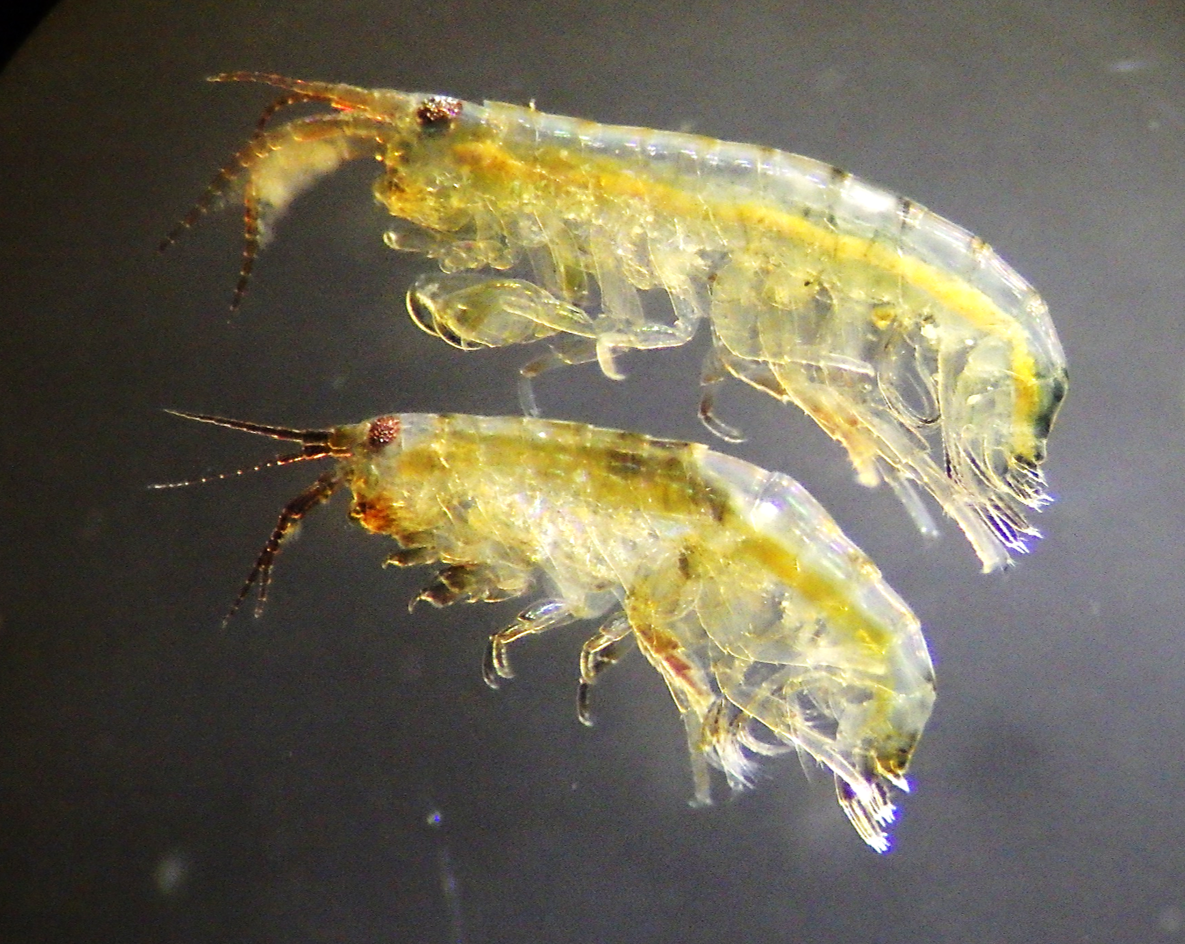
Ptilohyale barbicornis (Amphipoda)

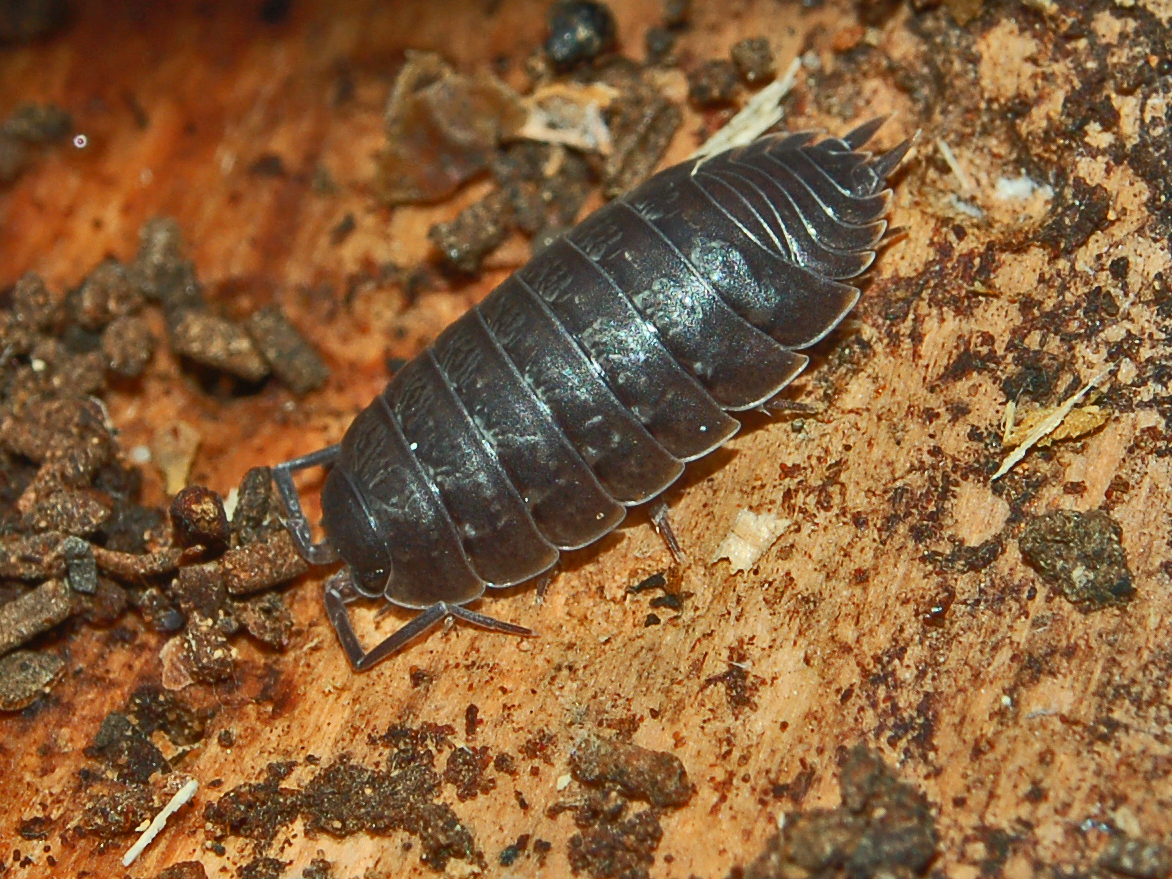
Porcellio pumicatus (Isopoda)

Els eumalacostracis tenen 19 segments: 5 de cefàlics, 8 de toràcics i 6 d'abdominals. No obstant, en la majoria eumalacostracis, els primers segments de tòrax es fusionen amb el cap, de manera que el tòrax sembla que tingui menys segments; per exemple, en els decàpodes, els tres primers segments toràcics estan fusionats amb el cap i el tòrax sembla que tingui només cinc segments toràcics (toracòmers); es parla llavors de perèion; el perèion és, doncs, el conjunt de segments toràcics no fusionats amb el cap, i els seus apèndixs es denominen pereiopodis. Els apèndixs dels segments fusionats no desapareixen, sinó que es transformen en maxil·lípedes que col·laboren en el processament dels aliments; per tant, el els decàpodes, amb tres toracómeros fusionats i cinc lliures (pereion), posseeixen tres maxil·lípedes i cinc pereiopodis. Els pereiopodis s'usen per caminar o copular. L'últim segment del plèon o abdomen, el tèlson, junt amb la resta de pleopodis s'usen per nedar.

## Classificació
El grup va ser originalment descrit per Grobben i incorpora els Stomatopoda (galera (crustaci)|la galera), i alguns experts moderns continuen utilitzant aquesta definició. Aquí, seguint a Martin i Davis, s'exclouen i queden incorporats en el seu propi grup, la subclasse Hoplocarida.
Segons la darrera actualització, els eumalacostracis inclouen 43.181 espècies en tres superordres i 18 ordres:
- Superordre Syncarida Packard, 1885
  - Ordre Palaeocaridacea Brooks, 1962 †
  - Ordre Bathynellacea Chappuis, 1915
  - Ordre Anaspidacea Calman, 1904
- Superordre Peracarida Calman, 1904
  - Ordre Amphipoda Latreille, 1816
  - Ordre Bochusacea Gutu & Iliffe, 1998
  - Ordre Cumacea Krøyer, 1846
  - Ordre Ingolfiellida Hansen, 1903
  - Ordre Isopoda Latreille, 1817
  - Ordre Lophogastrida Sars, 1870
  - Ordre Mictacea Bowman et al., 1985
  - Ordre Mysida Haworth, 1825
  - Ordre Pygocephalomorpha Beurlen, 1930 †
  - Ordre Spelaeogriphacea Gordon, 1957
  - Ordre Stygiomysida Tchindonova, 1981
  - Ordre Tanaidacea Dana, 1849
  - Ordre Thermosbaenacea Monod, 1927
- Superordre Eucarida Calman, 1904
  - Ordre Decapoda Latreille, 1802
  - Ordre Euphausiacea Dana, 1852